# مارسلو اولیورا
مارسلو اولیورا (انگلیسی: Marcelo Olivera؛ زادهٔ ۴ ژانویهٔ ۱۹۹۹) بازیکن فوتبال اهل آرژانتین است.